# 미즈시마 무사시
미즈시마 무사시(일본어: 水島 武蔵, 1964년 9월 10일 ~ )는 일본의 전 축구 선수, 감독이다.

## 구단 경력
1989년 일본 사커 리그의 히타치에 입단하였다. 1991년 전일본공수(요코하마 플뤼겔스)로 이적했다.

## 지도자 경력
2014년 후지에다 MYFC의 감독으로 취임하였다.